# Міорелаксанти
Міорелаксанти (рідко, релаксанти; лат. myorelaxantia; від дав.-гр. μῦς — м'яз + relaxans, relaxantis — розслабляти, зм'якшувати) — лікарські засоби, які впливають на функцію скелетних м'язів і знижують м'язовий тонус, зменшуючи рухову активність аж до повної нерухомості. Можуть використовуватися для полегшення м'язових спазмів, болю та гіперрефлексії. Термін «міорелаксант» використовують для позначення двох основних терапевтичних груп: нервово-м'язових блокаторів та спазмолітиків.[джерело?] Використовуються з анестетиками при хірургічних операціях.
Залежно від механізму дії міорелаксанти підрозділяють на курареподібні засоби, що порушують передачу збудження через нервово-м'язовий синапс, тобто з рухових нервів на м'яз (такі релаксанти використовують в анестезіології для повного розслаблення мускулатури), і речовини центральної дії, що впливають на центральні нервові утворення, що беруть участь в регуляції м'язового тонусу. Міорелаксанти центральної дії (мепротан, мідокалм і ін.) застосовують в неврологічній практиці при спинномозкових і церебральних спастичних паралічах, паркінсонізмі і так далі.

## Історія

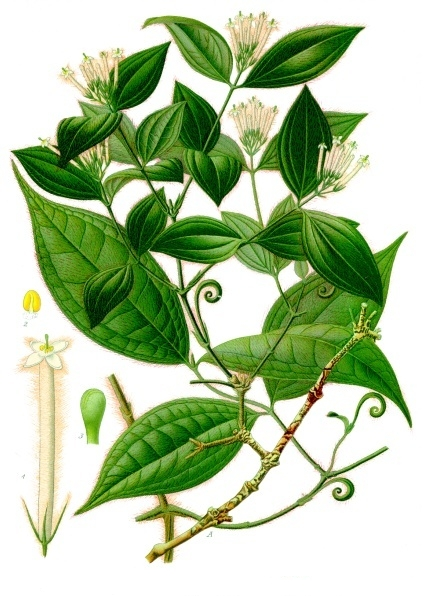
.

Одним з перших міорелаксантів можна вважати екстракт «кураре», що виготовляється з кори рослини Strychnos Toxifera, Chondrodendron та ін. Індіанці, що жили на берегах Амазонки й Оріноко, застосовували цей препарат для полювання — кураре з отруєних наконечників стріл потрапляв в організм, що призводило до смерті від паралічу м'язів, в тому числі дихальних.
Вперше це було задокументовано у 1617 році: англійський мандрівник і письменник Волтер Релі подорожував Орінокськими джунглями, що знаходяться в північній частині Амазонки. Він звернув увагу на той факт, що місцеві індіанці намагалися радше легко поранити тварину, ніж фізично завдати важких ран, в той час, як самі тварини гинули від незначних подряпин. Коли він попросив розкрити цей секрет, тубільці пояснили, що наконечники їх стріл просякнуті рідиною, яку вони звуть «кураре», що перекладалося як «рідина, що швидко вбиває птахів». Поранена вістрям такої стріли тварина перестає рухатись й згодом помирає від зупинки дихання, яке спричиняють алкалоїди, що входять до складу отрути. Але ці алкалоїди не діють за умови, якщо вони потрапляють в організм людини через травну систему. Мандрівник вирішив перевірити дію отрути на собі. Поранивши себе отруєною стрілою, він довго не отямлювався.
Після робіт мандрівника і дослідника природи фон Гумбольдта, проведених у 1805 році, почалися пошуки рослин — джерел кураре. Виявилося, що кураре зі східних областей Амазонки міститься в рослинах роду стріхнос (Strychnos).
Відкриття активного інгредієнту кураре, тубокурарин, а також багатьох синтетичних похідних, зіграло важливу роль в наукових експериментах по визначенню функції ацетилхоліну в нервово-м'язовій передачі. У 1943 році ці отруйні препарати почали використовувати як міорелаксанти в хірургії та в якости анестезії. До цього при загальній анестезії застосовувалися тільки інгаляційні анестетики (закис азоту, ефір, циклопропан і хлороформ), що ускладнювало виконання деяких оперативних втручань через недостатню міорелаксацію. Для досягнення значного розслаблення м'язів доводилося поглиблювати анестезію, що сприяло частому розвитку серцево-судинних і респіраторних ускладнень. Єдиною альтернативою в цьому випадку була місцева анестезія. Використання м'язових релаксантів значно полегшувало інтубацію трахеї й дозволяло проводити наркоз на поверхневому і більш безпечному рівні.

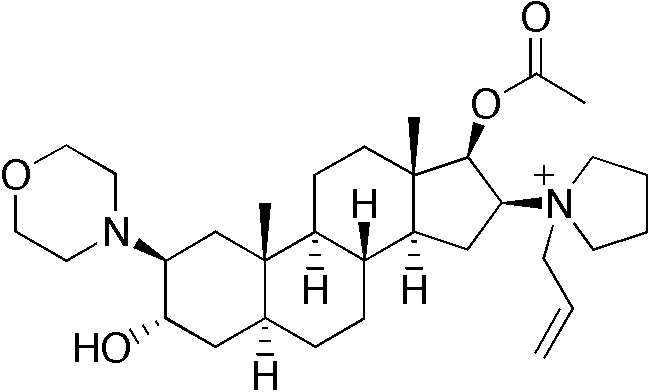
Хімічна структура рокуронія

У 1949 році Бове і його співробітники опублікували дані про курареподібну дію суксаметонію хлориду, і незабаром його стали застосовувати для короткочасної міорелаксації (Bovet, 1972). Дослідження залежності активності цих речовин від їх структури призвели до розробки поліметилен-ди-триметиламонівого з'єднання так званих метоніевих похідних. У 1952 році в клінічну практику впровадили сукцинілхолін, який став революційним препаратом в анестезіології, забезпечуючи більш виражений нейром'язовий блок, дуже швидкий початок дії і коротку тривалість. У наступне десятиліття в практичній анестезіології з'явилися синтетичні та напівсинтетичні препарати, які були альтернативою d-тубокурарину: галамін, діметилтубокурарин, алкуроній. У 1967 році вчені повідомили про клінічні дослідження із застосуванням синтетичного аміностероїда панкуронію. На початку 80-х років з'явилися два нових міорелаксанти середньої тривалості дії — атракурій і векуроній.
На початку 1990 року в США почали застосовувати два міорелаксанти тривалої дії, що практично не мають побічних ефектів: піпекуроній і доксакурій. Крім того, в арсеналі анестезіолога з'явився недеполяризуючий міорелаксант короткої дії, який гідролізується холінестеразою плазми (мівакурій) і препарат середньої тривалості дії — рокуроній.

## Класифікація
Периферичні (курареподібні) міорелаксанти поділяють:
За тривалістю дії:
- Короткої дії (10 хв);
- Середньої тривалості дії (20-30 хв);
- Тривалої дії (30 хв і більше)[7].

За типом:
- Хімічної дії:
  - недеполяризувальні (антидеполяризувальні)[8] (ардуан, мілаксен, та інш.);
  - деполяризувальні[8] (дитилін та інш.);
  - змішаної дії;
- Локалізацією дії:
  - центральні;
  - переферійні (курареподібні[9]).[10]

Для недеполяризуючих міорелаксантів антидотом є прозерин

## Нервово-м'язові блокатори

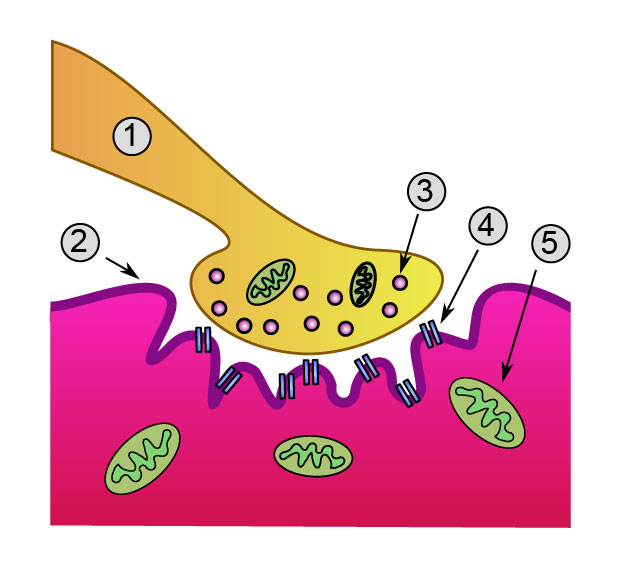
Детальний вигляд нервово-м’язового з’єднання:
1. Пресинаптична частина
2. Сарколема
3. Синаптична везикула
4. Нікотиновий ацетилхоліновий рецептор
5. Мітохондрія

Нервово-м'язові блокатори діють шляхом блокади рецептора ацетилхоліну в нервово-м'язовому з’єднанні, викликаючи параліч уражених скелетних м'язів. Це досягається за допомогою їхньої дії на постсинаптичні рецептори ацетилхоліну. Не всмоктуються в шлунково-кишковий тракт, тому вводяться внутрішньовенно. При введенні паралізуються спочатку маленькі м'язи (очей, обличчя, пальців), потім м'язи більшого розміру (шиї, кінцівок), остання — діафрагма. Дія препаратів закінчується у зворотньому порядку.
За механізмом дії поділяються на дві групи: недеполяризуючого типу (пахікураре): тубокурарину хлорид, анатруксоній, піпекуронію бромід, меліктин; деполяризуючого типу (лептокураре): суксаметоній.

### Недеполяризувальні міорелаксанти
Недеполяризувальні агенти складають більшість клінічно значущих нервово-м'язових блокаторів. Вони блокують зв'язок ацетилхоліну з його рецепторами, в деяких випадках вони забезпечують напругу блокування іонотропної активності рецепторів ацетилхоліну. Відразу після введення препарату викликають параліч м'зів.
Недеполяризувальні нервово-м'язові блокатори можуть бути тривалої дії, проміжної або короткої дії.
Порівняльна таблиця властивостей недеполяризувальних міорелаксантів:
| Препарат    | Початок дії | Час дії   | Початкова доза     | Метаболізм                        | Виведення         | Гістамін | Вагус | ПБ* |
| ----------- | ----------- | --------- | ------------------ | --------------------------------- | ----------------- | -------- | ----- | --- |
| Тубокурарин | 1-2 хв.     | 25-30 хв. | 0,3-0,5 мг/кг в/в. | Ні                                | Сеча 90% жовч 10% | Так      | Ні    | Так |
| Піпекуроній | 4-5 хв.     | 40-60 хв. | 0,06-0,1 мг/кг.    | Ні                                | Сеча 70% жовч 30% | Ні       | Ні    | Ні  |
| Атракурій   | 2-3 хв.     | 15-30 хв. | 0,3-0,6 мг/кг.     | Так, печінка, елімінація Хоффмана | Сеча 5% жовч 5%   | Так      | Ні    | Ні  |
| Панкуроній  | 2-3 хв.     | 30-60 хв. | 0,08-0,12 мг/кг.   | Так, печінка                      | Сеча 40% жовч 10% | Ні       | Так   | Так |
| Векуроній   | 3-4 хв.     | 20-30 хв. | 0,08 – 0,1 мг/кг.  | Так/ні                            | Сеча 30% жовч 70% | Ні       | Ні    | Ні  |
| Рокуроній   | 30-60 сек.  | 20-30 хв. | 0,45-0,6 мг/кг.    | Ні                                | Сеча 40% жовч 60% | Ні       | Так   | Ні  |
| Мівакурій   | 1-3 хв.     | 13-15 хв. | 0,15-0,25 мг/кг.   | Так, псевдохолінестераза          | Сеча 90% жовч 10% | Так      | Ні    | Так |
| Доксакурій  | 4-6 хв.     | 60-90 хв. | 0,05 мг/кг.        | Так, псевдохолінестераза          | Сеча 90% жовч 10% | Ні       | Ні    | Так |

* Проходження через плацентарний бар'єр (ПБ).
Антидот: Неостигмін.[джерело?]

### Деполяризувальні блокуючі агенти
Працюють як агоністи рецепторів ацетилхоліну; на відміну від ацетилхоліну такі релаксанти або не гідролізуються під дією ацетилхолінестерази (декаметоній), або піддаються інактивації досить повільно (дитилін). Міорелаксація нетривала (6-11 хв), відбувається внаслідок того, що канали залишаються відкритими й не мають можливості для реполяризації, але діяти на м'язи деполяризувальний агент починає миттєво. Спочатку спостерігається короткочасна стимуляція м'язів, — фасцикуляція. Уже протягом хвилини фасцикуляція переходить в млявий параліч. Настає деполяризувальний блок і м'яз переходить в стан паралічу. Агенти метаболізуються псевдохолінестиразою, виводяться нирками.
З деполяризувальних міорелаксантів, що застосовуються сьогодні в клінічній практиці, використовується сукцинілхолін (суксаметоніум хлорид, листенон, дитилін) — структурний аналог ацетилхоліну. Він збуджує холінорецептори й викликає стійку деполяризацію кінцевої
пластинки. 
Антидоту немає, але необхідне переливання свіжої цитратної крові (рідка кров, що змішана з цитратом натрію). В цій крові багато ферменту псевдоаміностерази, що зруйнує міорелаксант та прибере його з поверхні рецептора.

## Спазмолітичні препарати
Спазмолітики — це препарати або лікарські трави, що усувають спазми гладких м’язів внутрішніх органів, знижують частоту спастичних скорочень. За механізмом дії спазмолітики ділять на міотропні (знижують тонус гладеньком'язових органів шляхом прямого впливу на біохімічні процеси в клітинах гладеньких м'язів) і нейротропні (мають спазмолітичний ефект, шляхом порушення передачі нервових імпульсів у вегетативних гангліях або в області закінчень вегетативних нервів, що стимулюють гладкі м'язи). 
Нейротропні спазмолітики застосовують при виразковій хворобі шлунка і дванадцятипалої кишки, жовчнокам’яній і сечокам’яній хворобах, спазмах кишки і сечовивідних шляхів, брадіаритмії, бронхіальній астмі, больовому синдромі, стенокардії, отруєннях різними отрутами тощо; при рентгенологічних дослідженнях ШКТ, дослідженні очного дна. Міотропні спазмолітики застосовують для профілактики та лікування функціональних розладів та усунення больового синдрому, зумовлених спазмом гладких м’язів судин, бронхів і органів черевної порожнини: при спазмах гладких м’язів органів черевної порожнини (пілороспазм, холецистити, спастичні коліти); спазмах сечовивідних шляхів, нирковій коліці, спазмах периферичних судин (ендартеріїт, гіпертонічна хвороба та ін.) і судин головного мозку, при бронхіальній астмі та ін .

## Використання в медицині
У клінічній практиці нервово-м'язова блокада використовується разом з анестезією, щоб викликати параліч. По-перше, щоб паралізувати голосові зв'язки й дозволити інтубацію трахеї. По-друге, щоб оптимізувати операційне поле, пригнічуючи спонтанну вентиляцію і викликаючи розслаблення скелетних м'язів. Оскільки відповідна доза нервово-м'язового блокатора може паралізувати м'язи, необхідні для дихання, повинна бути доступна механічна вентиляція для підтримання адекватного дихання. Пацієнти відчувають біль навіть після повної блокади провідності. Отже, необхідно додавати загальні анестетики та / або анальгетики, щоб запобігти інтранаркозному пробудженню.
Сукцинілхолін використовують в хірургії при інтубації трахеї, ендоскопічних процедурах (бронхо-, езофаго-, ларинго-, цистоскопія), усунення судом при правці, короткочасних операціях (вправлення вивихів, репозиція уламків кістки).

## Побічна дія
Побічна дія частіше виявляється седацією, гіперсомнією, зниженням концентрації уваги, запамороченнями і часто слабкістю пацієнта в процесі лікування. Можливе виникнення нудоти, запорів і діареї, артеріальної гіпертонії, посилення атаксії. Потрібна обережність при лікуванні хворих похилого віку, пацієнтів, які перенесли інсульт, пацієнтів з виразковою хворобою шлунка і дванадцятипалої кишки. 
- Баклофен протипоказаний при епілепсії, наявності судом в анамнезі;
- Прийом панкуронію може стати причиною зниження артеріального тиску і частоти серцевих скорочень;
- Побічна дія тубокурарину полягає в алергічних реакціях і порушеннях серцевої діяльності;
- Прийом піпекуронію може бути причиною сонливості, гіпоглікемії, гіперкаліємії. Іноді висипу і кропив'янки, анафілактоїдних і анафілактоїдних реакцій;
- Побічна дія векуронію — бронхоспазм, кропив'янка, тахікардія, внутрішньочерепна гіпертензія, злоякісна гіпертермія, гемоглобінурія;

## Особливості роботи з міорелаксантами
- Усі недеполяризувальні міорелаксанти можуть зумовити псевдоалергійні реакції, особливо бронхоспазм;
- міорелаксанти не сумісні з адреноміметиками, гепарином, строфантином, глюкокортикоїдами, наркотичними анальгетиками;
- тубокурарину хлорид не сумісний з промедолом;
- міорелаксанти належать до списку А.[15][16]